# Carlos Romero
Carlos Romero (7. září 1927 – 28. červenec 1999) byl uruguayský fotbalista. Nastupoval především na postu útočníka.
S uruguayskou reprezentací vyhrál mistrovství světa roku 1950, byť byl náhradníkem a do bojů na turnaji přímo nezasáhl. V národním týmu působil v letech 1950–1956 a celkem za něj odehrál 11 utkání, v nichž vstřelil 4 branky.
Celou svou kariéru strávil v klubu Danubio Montevideo. Nejlepším umístěním v uruguayské lize, kterého s ním dosáhl, bylo třetí místo v sezóně 1954.